# Scranciola multilineata
Scranciola multilineata är en fjärilsart som beskrevs av M.Gaede 1928. Scranciola multilineata ingår i släktet Scranciola och familjen tandspinnare. Inga underarter finns listade.